# Regeringen Putin II
Regeringen Putin II var Rysslands regering mellan 8 maj 2008 och 7 maj 2012 som leddes av Vladimir Putin.
I denna regering ingick:
| Titel                                         | Namn                | Utsedd |
| --------------------------------------------- | ------------------- | ------ |
| Premiärminister                               | Vladimir Putin      | 2008   |
| Förste vice premiärminister                   | Viktor Zubkov       | 2008   |
| Andre premiärminister och administrationschef | Anton Vaino         | 2011   |
| Tredje vice premiärminister                   | Igor Sjuvalov       | 2008   |
| Fjärde vice premiärminister                   | Vladislav Surkov    | 2008   |
| Inrikesminister                               | Rasjid Nurgalijev   | 2008   |
| Minister för nödsituationer                   | Sergej Sjojgu       | 2008   |
| Hälso- och välfärdsutvecklingsminister        | Tatiana Golikova    | 2008   |
| Utrikesminister                               | Sergej Lavrov       | 2004   |
| Teknologi- och informationsminister           | Igor Sjtjogolev     | 2008   |
| Kulturminister                                | Alexander Avdejev   | 2008   |
| Försvarsminister                              | Anatolij Serdjukov  | 2008   |
| Minister för utbildning och vetenskap         | Andrej Fursenko     | 2008   |
| Minister för naturresurser                    | Jurij Trutnev       | 2008   |
| Minister för regional utveckling              | Viktor Basargin     | 2008   |
| Jordbruksminister                             | Jelena Skrynnik     | 2009   |
| Energi- och industriminister                  | Denis Manturov      | 2012   |
| Transportminister                             | Igor Levitin        | 2008   |
| Finansminister                                | Anton Siluanov      | 2011   |
| Minister för ekonomisk utveckling och handel  | Elvira Nabiullina   | 2008   |
| Energiminister                                | Sergej Sjmatko      | 2008   |
| Justitieminister                              | Alexander Konovalov | 2008   |
| Idrotts-, turist- och ungdomsminister         | Vitalij Mutko       | 2008   |